# Giáo xứ của Andorra
Andorra gồm có bảy cộng đồng gọi là giáo xứ (tiếng Catalunya: parròquies, số ít – parròquia). Trước đây, quốc gia này chỉ có sáu giáo xứ, giáo xứ thứ bảy là Escaldes-Engordany được lập ra vào năm 1978.
Andorra la Vella là thủ đô của Andorra. Một số giáo xứ có phân cấp lãnh thổ bên dưới; Ordino, La Massana và Sant Julià de Lòria được chia thành quarts (xóm), còn Canillo được chia thành 10 veïnats (xóm). Mọi giáo xứ đều có các làng.
Mỗi giáo xứ lại có một chủ tịch, là người đứng đầu trên danh nghĩa của chính quyền địa phương.
| Giáo xứ             | ISO 3166-2 | Diện tích (km²) | Dân số | Dân số | Dân số |
| Giáo xứ             | ISO 3166-2 | Diện tích (km²) | 1990   | 2000   | 2007   |
| ------------------- | ---------- | --------------- | ------ | ------ | ------ |
| Andorra la Vella    | AD-07      | 12              | 19.022 | 21.189 | 24.574 |
| Canillo             | AD-02      | 121             | 1.290  | 2,706  | 5,422  |
| Encamp              | AD-03      | 74              | 7.119  | 10.595 | 14.029 |
| Escaldes-Engordany  | AD-08      | 47              | 12.235 | 15.299 | 16.475 |
| La Massana          | AD-04      | 65              | 3.868  | 6.276  | 9.357  |
| Ordino              | AD-05      | 89              | 1.289  | 2.283  | 3.685  |
| Sant Julià de Lòria | AD-06      | 60              | 6.012  | 7.623  | 9.595  |
| Andorra             | AD         | 468             | 50.835 | 65.971 | 83.137 |